# جيمس إل. روبنسون
جيمس إل. روبنسون (بالإنجليزية: James L. Robinson)‏ هو سياسي أمريكي، ولد في 17 سبتمبر 1838 في الولايات المتحدة، وتوفي في 11 يوليو 1887 في نفس البلد. حزبياً، نشط في الحزب الديمقراطي. وقد انتخب Speaker of the North Carolina House of Representatives ‏ (18 نوفمبر 1872 – 20 نوفمبر 1876) وانتخب نائب حاكم شمال كارولينا ‏ (5 فبراير 1879 – 21 يناير 1885) وانتخب عضو مجلس نواب كارولينا الشمالية (7 يناير 1885 – 5 يناير 1887).